# Jean-Marc Dupont
Pour les articles homonymes, voir Dupont.
Jean-Marc Dupont, né à Mons le 8 juillet 1959  est un homme politique belge wallon, membre du Parti socialiste (Belgique).
Il est enseignant (langue maternelle-histoire); il passa 13 ans dans différents cabinets ministériels.

## Carrière politique
- Conseiller communal de Frameries depuis 1994
- Président du CPAS de Frameries du 1er avril 2001 au 4 décembre 2006
- Bourgmestre de Frameries depuis 2006
- Député wallon depuis le 25 mai 2014